# Ruś Mała
Ruś Mała – wieś mazurska w Polsce położona w województwie warmińsko-mazurskim, w powiecie ostródzkim, w gminie Ostróda. Wchodzi w skład sołectwa Międzylesie.
W latach 1975–1998 miejscowość administracyjnie należała do województwa olsztyńskiego.

## Opis
Jest to wieś letniskowa, agroturystyczna, znajdująca się w pobliżu rezerwatu przyrody Sosny Taborskie. Leży nad rzeką Szelążnicą, bezpośrednio nad Jeziorem Pauzeńskim, w pobliżu Jezioro Szeląg Wielki i Jezioro Perskie oraz kanału Elbląskiego i śluzy Ruś Mała. Najwyższa wysokość 119,2 m n.p.m. najniższa 100,7 m n.p.m. 
W miejscowości znajduje się XIX−wieczny cmentarz poniemiecki. Na terenie wsi znajduje się szkółka leśna Mała Ruś (m.in. uprawa sosen taborskich). Przez miejscowość przebiega szlak turystyki pieszej. Organizowane są spływy kajakowe, rajdy motorowe, a od 2008 roku Ogólnopolskie Zawody w Długodystansowych Rajdach Konnych, dzięki działalności na terenie miejscowości stadniny koni. Na terenie wsi działa także dawny ośrodek wczasowy WDW Arizona.
Miejscowość na bezpośrednie połączenie z drogą wojewódzką 530.